# Minal Parekh Nygårds
Minal Shantilal Parekh Nygårds, ogift Parekh, född 31 maj 1971 i Täby församling i Stockholms län, är en svensk ståuppkomiker, föreläsare, radiokrönikör, serieskapare och systemutvecklare.
Minal Parekh Nygårds föräldrar är av indisk börd. Hon gör serien Jippo, Domis och Slottis som publiceras i Uppsalatidningen samt serien Sweety som först publicerats i tidningen Metro.
Mycket av den humor Minal Parekh Nygårds använder handlar om kulturkrockar, fördomar och vegetarianism. Detta syns särskilt i serien Sweety som handlar om en indisk tjej som arbetar med IT och är vegetarian. Sweety bemöter diverse fördomar och situationer på ett rappt och sarkastiskt sätt.
Hon är gift med Olle Nygårds (född 1969). Paret har tillsammans gett ut boken Lobbymakt i EU: om lobbyister, särintressen och dolda avsikter.